# Portomar
Portomar é um lugar ou aldeia portuguesa, pertencente à freguesia de Mira, concelho de Mira, distrito de Coimbra.
Está situada 2 km a norte do centro do concelho, junto à estrada nacional 109. Tem uma zona urbana, mata florestal e pequenos cursos de água.
Tem um clube de futsal (Clube Domus Nostra), columbódromo, rancho folclórico (Grupo Folclórico de Portomar), escola de música, cafés, restaurantes, pastelarias e outros negócios variados.
Tem uma escola básica (pré-escolar e 1.º ciclo).
Da estrada nacional 109 liga à Praia de Mira.
Tem uma capela junto à estrada nacional. A padroeira é a nossa senhora do Carmo e há festas em sua honra no mês de agosto.
A maior feira tradicional do concelho de Mira realiza-se no largo da feira de Portomar nos dias 11 e 30 de cada mês.